# Noureddine el-Atassi
Nureddin al-Atassi (arabiska: نور الدين مصطفى الأتاسي), född 11 januari 1929 i Homs i Staten Syrien, död 3 december 1992 i Paris i Frankrike, var Syriens president från februari 1966 till november 1970, och tillika landets premiärminister från oktober 1968 till november 1970.
al-Atassi var under lång tid det syriska Baathpartiets ideolog och dess generalsekreterare under åren 1966–1970.
Han ansågs under sin tid som Syriens president främst som en ceremoniell företrädare, medan den verkliga makten utövades av partiets vice generalsekreterare Salah Jadid.
I sin egenskap av utbildad läkare medverkade han med hjälp till algerierna i det algeriska frihetskriget mot Frankrike.
År 1970 avsattes han tillsammans med Salah Jadid i en kupp av sin försvarsminister, Hafez al-Assad, efter att han fört landet in i en konflikt med Saudiarabien. Han fängslades utan rättegång och förblev i fångenskap till strax före sin död år 1992, då han släpptes och flögs till Frankrike för att få medicinsk behandling på den franska statens bekostnad.